# Pratitnagar
Pratitnagar là một thị trấn thống kê (census town) của quận Dehradun thuộc bang Uttaranchal, Ấn Độ.

## Nhân khẩu
Theo điều tra dân số năm 2001 của Ấn Độ, Pratitnagar có dân số 7078 người. Phái nam chiếm 50% tổng số dân và phái nữ chiếm 50%. Pratitnagar có tỷ lệ 70% biết đọc biết viết, cao hơn tỷ lệ trung bình toàn quốc là 59,5%: tỷ lệ cho phái nam là 77%, và tỷ lệ cho phái nữ là 64%. Tại Pratitnagar, 13% dân số nhỏ hơn 6 tuổi.